# 미기와 나츠코
미기와 나츠코(일본어: 汀 夏子, 1946년 12월 21일 ~ )는 일본의 여배우이다. 오사카부 오사카시 출신이다.